# Denise Di Novi
Denise Di Novi est une productrice canadienne née en 1956 aux Canada

## Biographie
- Son père Gene Di Novi était un musicien de jazz qui fit des tournées avec Lena Home et Peggy Lee.
- À l'âge de 3 ans, ses parents, Gene et Patricia, déménagent à Los Angeles. Son père compose des musiques pour les spectacles télévisés de Danny Thomas, Dick Van Dyke et Andy Griffith. À cette occasion, elle découvre le monde du spectacle. La toute jeune Denise se lie ainsi d'amitié avec le réalisateur Rob Reiner et l'actrice Dinah Shore.
- Au début des années 1970, la famille déménage à Toronto (Canada). Alors qu'elle a 19 ans, sa mère meurt d'un cancer.
- Denise obtient un diplôme de journaliste. Elle fait des reportages pour la télévision locale de Toronto.
- En 1980, elle démissionne pour travailler sur le tournage du film Final Assignment tourné à Toronto avec l'actrice Geneviève Bujold. Elle poursuit sa collaboration avec le producteur du film Pierre David pendant 4 ans.
- En 1989, elle produit son premier film, Fatal Games (Heathers) dans lequel jouent notamment Winona Ryder, Christian Slater et Shannen Doherty.
- Elle rencontre ensuite le réalisateur Tim Burton. Elle produira plusieurs de ses succès.
- En 1993, elle décide de monter sa propre société "Di Novi Pictures" chez Columbia Pictures.

## Filmographie

### Productrice
- 1989 : Fatal Games (de Michael Lehmann)
- 1990 : Edward aux mains d'argent (de Tim Burton)
- 1991 : Meet the Applegates (de Michael Lehmann)
- 1992 : Batman : Le Défi (de Tim Burton)
- 1993 : L'Étrange Noël de monsieur Jack (de Henry Selick)
- 1994 : Cabin Boy (d'Adam Resnick)
- 1994 : Ed Wood (de Tim Burton)
- 1994 : Les quatre filles du Docteur March (de Gillian Armstrong)
- 1996 : James et la Pêche géante (de Henry Selick)
- 1998 : Les Premiers Colons (Almost Heroes) (de Christopher Guest)
- 1998 : Les ensorceleuses (de Griffin Dunne)
- 1999 : Une bouteille à la mer (de Luis Mandoki)
- 2000 : The 70's (feuilleton TV) (de Peter Werner)
- 2000 : Washington Police (série TV)
- 2001 : American Campers (Happy Campers) (de Daniel Waters)
- 2001 : Péché originel (de Michael Cristofer)
- 2002 : Le Temps d'un automne (d'Adam Shankman)
- 2003 : Hôtel (TV) (de Greg Yaitanes)
- 2003 : Ce dont rêvent les filles (de Dennie Gordon)
- 2003 : Eloise at the Plaza (TV) (de Kevin Lima)
- 2003 : Eloise at Chrismastime (TV) (de Kevin Lima)
- 2004 : Une journée à New York (New York Minute) (de Dennie Gordon)
- 2004 : Catwoman (de Pitof)
- 2005 : Quatre Filles et un jean (The Sisterhood of the Traveling Pants) de Ken Kwapis
- 2007 : Lucky You de Curtis Hanson
- 2008 : Quatre Filles et un jean 2 (The Sisterhood of the Traveling Pants 2) de Sanaa Hamri
- 2008 : Nos nuits à Rodanthe (Nights in Rodanthe) de George Wolfe
- 2010 : Ramona et Beezus de Elizabeth Allen
- 2011 : Bienvenue à Monte-Carlo (Monte Carlo) de Thomas Bezucha
- 2011 : Crazy, Stupid, Love de  Glenn Ficarra et John Requa
- 2012 : The Lucky One (Le Porte-bonheur) de Scott Hicks
- 2014 : Si je reste (If I Stay) de R.J. Cutler
- 2014 : Le Second Souffle (You're Not You) de George C. Wolfe
- 2015 : Diversion (Focus) de John Requa et Glenn Ficarra
- 2015 : Une seconde chance (The Best of Me) de Michael Hoffman

### Réalisatrice
- 2017 : Rivales (Unforgettable)